# The Redemption Vol. 4
The Redemption Vol. 4 – czwarty album grupy hip-hopowej Ruff Ryders. Po czterech latach od wydania ostatniej oficjalnej kompilacji ("Ryde or Die Vol. 3") zrezygnowano z tytułu "Ryde or Die", zmieniono go na "Redemption" (czyli "Odkupienie"). Przeważają na niej piosenki nowych członków grupy, w tym Flashy'ego i Kartoona. Na płycie nie występuje natomiast Eve. Plakat promocyjny "The Redemption Vol. 4" zapowiada również wystąpienie Busta Rhymesa, album jednak nie zawiera żadnego utworu z nim.
The Redemption Vol. 4 został wydany również w wersji ocenzurowanej.
Album zadebiutował na 40. miejscu notowania Billboard 200. Promowany jest przez dwa single: "Stay Down" (z "Ruff Ryders 4 Life") i "Get Wild".

## Sample
If It's Beef
- "Real Hip-Hop" - Jadakiss ft. Sheek Louch
- "Kiss of Death" - Jadakiss ft. Styles P

Ghetto Children
- "Armageddon" - Neville O'Riley Livingston

Keep The Gunz Cocked [If It's Beef...Remix]
- "If It's Beef" - Ruff Ryders feat. Jadakiss, Infa.Red, Kartoon & Flashy

## Lista utworów
| Nr | Tytuł                                     | Autorzy                                                                 | Producent(ci)                             | Występujący | Długość |
| -- | ----------------------------------------- | ----------------------------------------------------------------------- | ----------------------------------------- | --- | ------- |
| 1  | "Ruff Ryders 4 Life"                      | J. Phillips, D. Styles, S. Jacobs, L. Lunnon                            | Mr. Devine                                | - Refren: Styles P, Sheek Louch - Pierwsza zwrotka: Styles P - Druga zwrotka: Jadakiss - Trzecia zwrotka: Sheek Louch                                                                      | 4:17    |
| 2  | "If It's Beef..."                         | J. Phillips, T. Franklin, S. Green, F. Neal, Q. Atkinson                | Neo da Matrix                             | - Intro: Jadakiss - Refren: Jadakiss, Kartoon, Sheek Louch, Flashy, Styles P - Pierwsza zwrotka: Jadakiss - Druga zwrotka: Kartoon - Trzecia zwrotka: Infa.Red - Czwarta zwrotka: Flashy   | 5:00    |
| 3  | "Knock Knock"                             | T. Gates, M. Smalls, A. Simmons                                         | Antonio Simmons, Shizz                    | - Intro: Chocolate TY - Refren: Chocolate TY - Pierwsza zwrotka: Chocolate TY - Druga zwrotka: Drag-On - Trzecia zwrotka: Chocolate TY - Outro: Chocolate TY                               | 3:41    |
| 4  | "What They Want"                          | S. Green, S. Martin, K. Dean                                            | Swizz Beatz                               | - Intro: Swizz Beatz, Infa.Red - Refren: Swizz Beatz - Pierwsza zwrotka: Cross - Druga zwrotka: Infa.Red - Trzecia zwrotka: Infa.Red & Cross, Swizz Beatz - Wokal wspierający: Swizz Beatz | 3:25    |
| 5  | "Ghetto Children"                         | S. Green, S. Martin, J. Ricketts, N. Livingston, L. Coppin              | LV, Sean C.                               | - Intro: Aja Smith - Refren: Bunny Wailer - Pierwsza zwrotka: Infa.Red - Druga zwrotka: Styles P - Trzecia zwrotka: Cross - Wokal wspierający: Bunny Wailer, Aja Smith                     | 3:15    |
| 6  | "Dame Reggaeton (Skit)"                   |                                                                         |                                           | | 1:37    |
| 7  | "Dame Reggaeton"                          | A. Cintron, V. Santiago, E. Almonte                                     | SPK, Kyze                                 | - Intro: Pirate, Noreaga - Refren: Pirate, Gypsy Lisette - Pierwsza zwrotka: Pirate - Druga zwrotka: Noreaga - Trzecia zwrotka: Pirate - Outro: Pirate                                     | 4:02    |
| 8  | "What Ryders Do"                          | T. Franklin, I. Ingram, A. Smith, B. Grobman, O. Hunter, L. Lunnon      | Mr. Devine, Oshea Hunter, Bernard Grobman | - Refren: Aja Smith - Pierwsza zwrotka: Scarlett - Druga zwrotka: Kartoon - Trzecia zwrotka: Aja Smith - Outro: Aja Smith                                                                  | 4:25    |
| 9  | "Stay Down"                               | F. Neal, A. Haim                                                        | Akon                                      | - Refren: Akon - Wszystkie zwrotki: Flashy | 4:11    |
| 10 | "Get Wild"                                | E. Simmons, J. Phillips, T. Franklin, T. Smith, S. Storch               | Scott Storch                              | - Intro: DMX, Jadakiss - Refren: Flashy - Pierwsza zwrotka: DMX - Druga zwrotka: Jadakiss - Trzecia zwrotka: Kartoon - Outro: Flashy                                                       | 3:12    |
| 11 | "Blood in the Streets"                    | T. Franklin, D. Drew                                                    | Jelly Roll                                | Kartoon | 3:24    |
| 12 | "Stupid Bitch"                            | A. Smith, G. Walters, B. Grobman, A. Parrino                            | Elite                                     | Aja Smith | 3:24    |
| 13 | "Aim 4 the Head"                          | B. Reese, J. Auyeng, J. Hood, K. Dean                                   | Swizz Beatz                               | - Intro: Swizz Beatz - Refren: Swizz Beatz, Cassidy - Pierwsza zwrotka: Cassidy - Druga zwrotka: Jin - Trzecia zwrotka: J-Hood                                                             | 3:35    |
| 14 | "Throw It Up"                             | M. Smaals, K. Bullock, Q. Atkinson                                      | Almighty, Neo da Matrix                   | Drag-On | 3:09    |
| 15 | "Keep Gunz Cocked [If It's Beef...Remix]" | J. Phillips, T. Franklin, S. Green, F. Neal, Q. Atkinson, J. D'Agostino | DJ Green Lantern                          | - Refren: Kartoon, Jadakiss - Pierwsza zwrotka: Jadakiss - Druga zwrotka: Infa.Red - Trzecia zwrotka: Kartoon - Czwarta zwrotka: Flashy                                                    | 5:27    |
| 16 | "Dale Poppi Dale"                         | A. Cintron, R. Rodriguez, M. Pabon                                      | Notty                                     | - Refren: Da Rock - Wszystkie zwrotki: Pirate | 3:12    |
| 17 | "100 Bars of Crack"                       | F. Neal, I. Hayes III                                                   | Isaac Hayes III                           | Flashy | 5:35    |
| 18 | "So Serious"                              | L. Timmes, A. Roman, S. Skinner                                         | Steve Skinner, Arnie Roman                | Lynne Timmes | 3:39    |

## Notowania
| Lista              | Miejsce |
| ------------------ | ------- |
| Billboard 200      | 40      |
| R&B/Hip-Hop Albums | 15      |
| Independent Albums | 5       |
| Rap Albums         | 8       |